# Karl von Pfusterschmid-Hardtenstein
Karl von Pfusterschmid-Hardtenstein (Vienna, 26 marzo 1826 – Salisburgo, 29 aprile 1904) è stato un diplomatico e nobile austriaco.

## Biografia
Nato a Vienna nel 1826, Karl von Pfusterschmid-Hardtenstein studiò legge presso l'università della capitale ed iniziò la propria carriera in ambito legislativo come cancelliere presso il tribunale viennese. Nel 1850 decise di intraprendere la carriera diplomatica. Collezionò una notevole esperienza diplomatica all'interno degli stati preunitari tedeschi divenendo uno dei maggiori esperti nelle relazioni austro-tedesche della sua epoca. Lavorò infatti nelle legazioni di Berlino, Berna, Francoforte sul Meno e Dresda. Dal 1870 al 1872 fu ambasciatore imperiale nel granducato di Baden e, dopo l'unificazione della Germania, fu ambasciatore congiunto nel Württemberg, nel Baden e nell'Assia (1872-1879). Ebbe una posizione di rilievo come inviato austro-ungarico a Stoccolma (1879-1894), dove stabilì un'amicizia personale col re Oscar II di Svezia. Nel 1881, tornato in patria, venne ammesso come consigliere segreto dell'imperatore Francesco GIuseppe.
Suo nipote fu il diplomatico Heinrich von Pfusterschmid-Hardtenstein (n. 1927), che fu ambasciatore austriaco in Finlandia e nei Paesi Bassi.